# Георг фон Хенеберг-Рьомхилд
Георг фон Хенеберг-Рьомхилд (на немски: Georg I von Henneberg-Römhild; * ок. 1395/1396; † 25 юли 1465, замък Халенбург) е граф на Хенеберг-Рьомхилд-Ашах (1422 – 1465).

## Произход
Той е син на граф Фридрих I фон Хенеберг-Ашах († 1422) и съпругата му графиня Елизабет фон Хенеберг-Шлойзинген († 1444), дъщеря на граф Хайнрих XI фон Хенеберг-Шлойзинген († 1405) и Матилда фон Баден († 1425). Брат е на София фон Хенеберг († 1441), омъжена (1413) за граф Михаел I фон Вертхайм († 1440), син на граф Йохан I фон Вертхайм.
Георг умира на 25 юли 1465 г. в замък Халенбург (Халенберг) и е погребан в манастирската църква в Рьомхилд.

## Фамилия
Пъви брак: с Катарина фон Вертхайм († 23 март 1419), дъщеря на граф Йохан I фон Вертхайм († 1407) и втората му съпруга принцеса Гута фон Тек († 10 януари 1409), дъщеря на херцог Фридрих III фон Тек († 1390) и Анна фон Хелфенщайн († 1392). Те нямат деца.
Втори брак: на 22 юни 1422 г. във Вормс с Йохана (Йоханета) фон Насау-Вайлбург и Насау-Саарбрюкен († 1 февруари 1481, Рьомхилд), дъщеря на граф Филип I фон Насау-Саарбрюкен-Вайлбург († 1429) и първата му съпруга Анна фон Хоенлое-Вайкерсхайм († 1410). Те имат децата:
- Анна (1424 – 1467), омъжена между 1 декември 1439 и 23 юни 1440 г. за Хайнрих X „Млади“ фон Гера-Шлайц (1415 – 1451/1452)
- Елизабет (1426 – 1499)
- Маргарета (1427 – 1460), омъжена I. на 17 октомври 1441 г. за граф Еберхард II фон Вертхайм († 1447), II. пр. 25 ноември 1450 г. за граф Гюнтер II фон Мансфелд-Кверфурт († 1475)
- Фридрих II (1429 – 1488), граф на Хенеберг-Ашах-Рьомхилд (1465 – 1488), женен на 13 септември 1469 г. за Елизабет фон Вюртемберг († 1501), дъщеря на граф Улрих V фон Вюртемберг
- Филип фон Хенеберг (1430 – 1487), епископ на Бамберг (1475 – 1487)
- Георг II фон Хенеберг-Рьомилд (1432 – 1508)
- Йохан фон Хенеберг-Рьомилд (1434 – 143?)
- Агнес (1435 – 1468)
- Ото III фон Хенеберг-Ашах (1437 – 1502)
- Хайнрих XII фон Хенеберг (1438 – 1520)
- Херман VII фон Хенеберг (1439 – 1464)
- Бертхолд фон Хенеберг (1442 – 1504), архиепископ на Майнц (1484 – 1504)